# Pinus occidentalis
Pinus occidentalis  ist eine Pflanzenart aus der Gattung der Kiefern (Pinus) innerhalb der Familie der Kieferngewächse (Pinaceae). Das natürliche Verbreitungsgebiet liegt auf Hispaniola, wo sie die einzige natürlich vorkommende Kiefernart darstellt.

## Beschreibung

### Erscheinungsbild
Pinus occidentalis wächst als immergrüner Baum, der Wuchshöhen von 30 bis 40 Metern erreicht. Der aufrechte Stamm steht erreicht einen Brusthöhendurchmesser von 100 bis 120 Zentimeter. Die Stammborke ist dick, rau und schuppig, anfangs graubraun und später grau und zerbricht in unregelmäßige, mehr oder weniger quadratische Platten, die durch tiefe Risse getrennt sind. Die Äste stehen waagrecht oder aufsteigend und sind im unteren Bereich der Krone gebogen und überhängend. Die Krone ist offen und unregelmäßig oval. Junge Triebe haben nur einen Knoten, sie sind unbehaart, durch Pulvini rau, im ersten Jahr bereift und später braun.

### Knospen und Nadeln
Die vegetativen Knospen sind eiförmig bis eiförmig-länglich, spitz und leicht harzig. Endständige Knospen sind 10 bis 15 Millimeter lang, seitständige Knospen sind kleiner. Die als Knospenschuppen ausgebildeten Niederblätter sind braun, trockenhäutig, dünn, pfriemförmig, geschwänzt, gerade oder zurückgebogen. Die Nadeln wachsen zu dritt bis zu fünft in einer bleibenden, ab 8 meist 10 bis 15 Millimeter langen, glänzend silbrig braunen und unter Witterungseinfluss graubraunen Nadelscheide. Die Nadeln sind gerade oder leicht gebogen, mehr oder weniger steif, hellgrün, meist 14 bis 18 Zentimeter, selten ab 11 und bis 20 Zentimeter lang und 1,2 bis 1,4 Millimeter dick. Sie bleiben drei Jahre am Baum. Der Nadelrand ist fein gesägt, das Ende spitz und stechend. Auf allen Nadelseiten gibt es Spaltöffnungslinien. Es werden drei bis fünf Harzkanäle gebildet.

### Zapfen und Samen
Die Pollenzapfen sind anfangs gelblich rosafarben, später gelblich braun, zylindrisch und ausgewachsen 1,5 bis 2,5 Zentimeter lang bei Durchmessern von etwa 5 Millimetern. Die Samenzapfen wachsen nahe den Enden von Zweigen, einzeln oder in Paaren auf 10 bis 20 Millimeter langen, geraden oder gebogenen Stielen, die beim Abfallen am Zapfen verbleiben. Ausgereifte Zapfen sind eiförmig bis eiförmig-konisch, gerade oder gebogen, beinahe symmetrisch, ab 4 meist 5 bis 9 und selten bis 11 Zentimeter lang und 3,5 bis 6,5 Zentimeter breit. Sie bleiben noch mehrere Jahre nach der Abgabe der Samen am Baum. Die 50 bis 100 Samenschuppen sind dünn holzig, länglich, gerade oder gebogen. Die Apophyse ist leicht erhöht, quer gekielt, im Umriss rhombisch oder fünfeckig, glänzend oder matt dunkelbraun, radial gestreift und unter Witterungseinfluss matt grau. Die Schuppen nahe der Zapfenbasis haben eine gewölbte Apophyse. Der Umbo ist erhöht, häufig gebogen und meist mit einem 2 bis 3 Millimeter langen Stachel bewehrt. Die Samen sind schief verkehrt-eiförmig, abgeflacht, 5 bis 6 Millimeter lang und 3 bis 4 Millimeter breit, hellbraun und graubraun gefleckt. Die Samenflügel sind schief eiförmig oder länglich, 12 bis 18 Millimeter lang, 4 bis 6 Millimeter breit, ockerfarben mit schwarzen oder grauen Streifen.

## Vorkommen und Gefährdung
Pinus occidentalis kommt natürlich nur auf der Karibikinsel Hispaniola in Haiti und der Dominikanische Repuklik vor.
Pinus occidentalis wächst in unterschiedlichen Lebensräumen vom Tiefland in einer Höhenlage von 200 Metern bis zu den Berghängen des Pico Duarte und Pico la Pelona auf beinahe 3200 Metern. Die umfangreichsten Reinbestände findet man in Höhenlagen von 900 bis 2700 Metern, die jedoch in zugänglichen Gebieten inzwischen übernutzt wurden. Das Verbreitungsgebiet wird der Winterhärtezone 9 zugerechnet mit mittleren jährlichen Minimaltemperaturen zwischen −6,6° und −1,2° Celsius (20 bis 30° Fahrenheit). Die jährliche Niederschlagsmenge variiert stark, im Hauptverbreitungsgebiet liegt sie zwischen 1200 und 1600 Millimetern und überschreitet einen Wert von 2300 Millimetern im Norden und Osten der Cordillera Central. Im Winter gibt es eine drei- bis fünfmonatige Trockenzeit, in der in Höhenlagen über 1600 Metern auch Frost auftreten kann, aber nur selten Schnee fällt.
Die Böden in niedrigeren Lagen stammen meist von Kalkgestein, in höheren Lagen in der Cordillera Central sind sie sauer, lehmig und flachgründig. Man findet Pinus occidentalis in unterschiedlichen Vegetationstypen, meist wächst sie auf den flachgründigen, nährstoffarmen, häufig felsigen Böden, wo sie in offenen oder dichten Reinbeständen vorkommt, oder zusammen mit Laubbäumen und Sträuchern. In beweideten Gebieten wächst sie zusammen mit Adlerfarn (Pteridium aquilinum), in Gebieten mit häufigen Feuern mit verschiedenen Grasarten wie dem Traubenhafer Danthonia domingensis und verschiedenen Arten der Süßgräsergattung Andropogon und wieder Adlerfarn (Pteridium aquilinum).
In der Roten Liste der IUCN wird Pinus occidentalis als „nicht gefährdet“ (= „Lower Risk/least concern“) eingestuft. Es wird jedoch darauf hingewiesen, dass eine Neubeurteilung notwendig ist. Es handelt sich um die einzige auf Hispaniola natürlich vorkommende Kiefernart und ihr Verbreitungsgebiet erstreckte sich über die ganze Insel. Durch Übernutzung hat sich das Verbreitungsgebiet, das früher etwa 30.000 Quadratkilometer hauptsächlich als Reinbestände umfasste, auf weniger als 5 Prozent des ursprünglichen Werts verkleinert. Durch das politische Chaos in Haiti in den 1990er-Jahren wurden die Schutzmaßnahmen der Regierung wirkungslos, was zu einem rücksichtslosen Raubbau an den noch vorhandenen Beständen führte. Die Situation in der Dominikanischen Republik ist etwas besser, doch führen auch hier Brandrodungen der schnell wachsenden Bevölkerung zur Vernichtung von Wäldern. Durch die Feuer werden auch sich gerade regenerierende Flächen langzeitig zerstört, weil die jungen Bäume noch keine vor Feuer schützende Borkenschicht entwickeln konnten und absterben.

## Systematik
Die Erstveröffentlichung von Pinus occidentalis erfolgte 1788 durch Olof Peter Swartz in Nova Genera et Species Plantarum seu Prodromus, Seite 103. Das Artepitheton occidentalis stammt aus dem Lateinischen und bedeutet „westlich“ und verweist damit auf das von Europa aus gesehen westlich liegende Verbreitungsgebiet dieser Art.
Art Pinus occidentalis gehört zur Untersektion Australes aus der Sektion Trifoliae in der Untergattung Pinus innerhalb der Gattung  (Pinus).
Von manchen Autoren werden in der Sierra Maestra in Oriente im Osten von Kuba vorkommende Kiefern als Varietät Pinus occidentalis var. maestrensis ebenfalls Pinus occidentalis zugeordnet oder als eigene Art Pinus maestrensis Bisse angesehen. Diese Kiefern haben 15 bis 20 Zentimeter lange Nadeln, die meist in Bündel aus drei seltener zwei oder vier Nadeln wachsen. Aljos Farjon ordnet sie jedoch der Art Pinus cubensis zu, Pinus occidentalis var. maestrensis (Bisse) Silba ist damit nur ein Synonym.

## Verwendung
Pinus occidentalis ist auf Hispaniola ein wichtiger Holzlieferant, das bis zur Mitte des 20. Jahrhunderts sogar exportiert wurde. Das Holz hat eine hohe Qualität, ähnlich der von Pinus caribaea und bildet jedes Jahr vier abwechselnd helle und dunkle Ringe abhängig von den auftretenden Trocken- und Regenzeiten. Es wird zur Herstellung von Telefonmasten, Zaunpfosten und Kisten und als Bauholz verwendet und zu Zellstoff für die Papierindustrie weiterverarbeitet. Lokal wird auch das Harz gewonnen und weiterverarbeitet.